# 三上雅士
ミカミマサシ（みかみまさし、1971年8月4日 - ）は、日本の俳優、声優。JOLLYROGERFED.（HOTROD/MOTOR CYCLE TEAM）のリーダーを経て34歳より俳優・声優業にて活躍中。本名及び旧名義は三上雅士（みかみまさし）。

## 来歴・人物
帰国後、アパレル業→アクティブギア業（スノーボード・スケートボード・BMX）→レトロおもちゃ屋（アメリカンフィギュア含）→プロレスショップ→法務業など多角経営を展開している過去がある。
2005年にリリースされた70年代のスケートボード・ムーブメントをドキュメントした映画「LORDS OF DOGTOWN/ロード・オブ・ドッグタウン」の主人公のTONY ALVA（トニー・アルバ）とは友人関係である。TONY ALVAが来日した際、以前彼が住んでいたアパートにもこっそり遊びに来ては寝泊りしたという記録がある。交友関係ではYellow Cherryとも有名で彼らの良き理解者であり兄貴分である。（何度かイエローチェリーのCDにも参加している）
彼が師と仰ぐ日本の映画監督は田中光敏で2009.9.12公開の「火天の城」にも出演している。
舞台女優の森うたうもまた彼の師であり彼は大変尊敬している先生だと語っている。
芸能の他にも街作りなどのアイディアマンとしてやいろいろな場面で活躍している自由人である。（ミカミマサシOfficial WebPageから引用）

## 参加作品
- Sony Music DefSTAR RECORDS YELLOW CHERRY「ひとつになろう」
- Sony Music DefSTAR RECORDS YELLOW CHERRY「Welcome Home」
- 田中光敏監督作品『火天の城』（2009・秋・公開予定）主演：西田敏行・椎名桔平・大竹しのぶ・福田沙紀 他
- モーターレース関連 他芸能以外の活動多数